# Миляцка
Миляцка (серб. Миљацка) — река в Боснии и Герцеговине длиной 36 км, правый приток реки Босны. Берёт начало южнее Пале. Протекает через столицу Боснии и Герцеговины Сараево.
Около одного из мостов через Миляцку 28 июня 1914 года двадцатилетний террорист Гаврило Принцип убил наследника престола Австро-Венгрии, Франца Фердинанда и его жену. Это покушение стало поводом для начала Первой мировой войны. Во времена социалистической Югославии мост носил имя Принципа. В 1993 году ему вернули ранее название — Латинский мост (Latinska ćuprija).